# Strang (Oklahoma)
Strang es un pueblo ubicado en el condado de Mayes en el estado estadounidense de Oklahoma. En el año 2010 tenía una población de 	89 habitantes y una densidad poblacional de 127,14 personas por km².

## Geografía
Strang se encuentra ubicado en las coordenadas 36°24′40″N 95°7′59″O / 36.41111, -95.13306 (36.411225, -95.133075).

## Demografía
Según la Oficina del Censo en 2000 los ingresos medios por hogar en la localidad eran de $14,792 y los ingresos medios por familia eran $25,000. Los hombres tenían unos ingresos medios de $31,875 frente a los $25,625 para las mujeres. La renta per cápita para la localidad era de $12,676. Alrededor del 18.8% de la población estaban por debajo del umbral de pobreza.